# Yogini

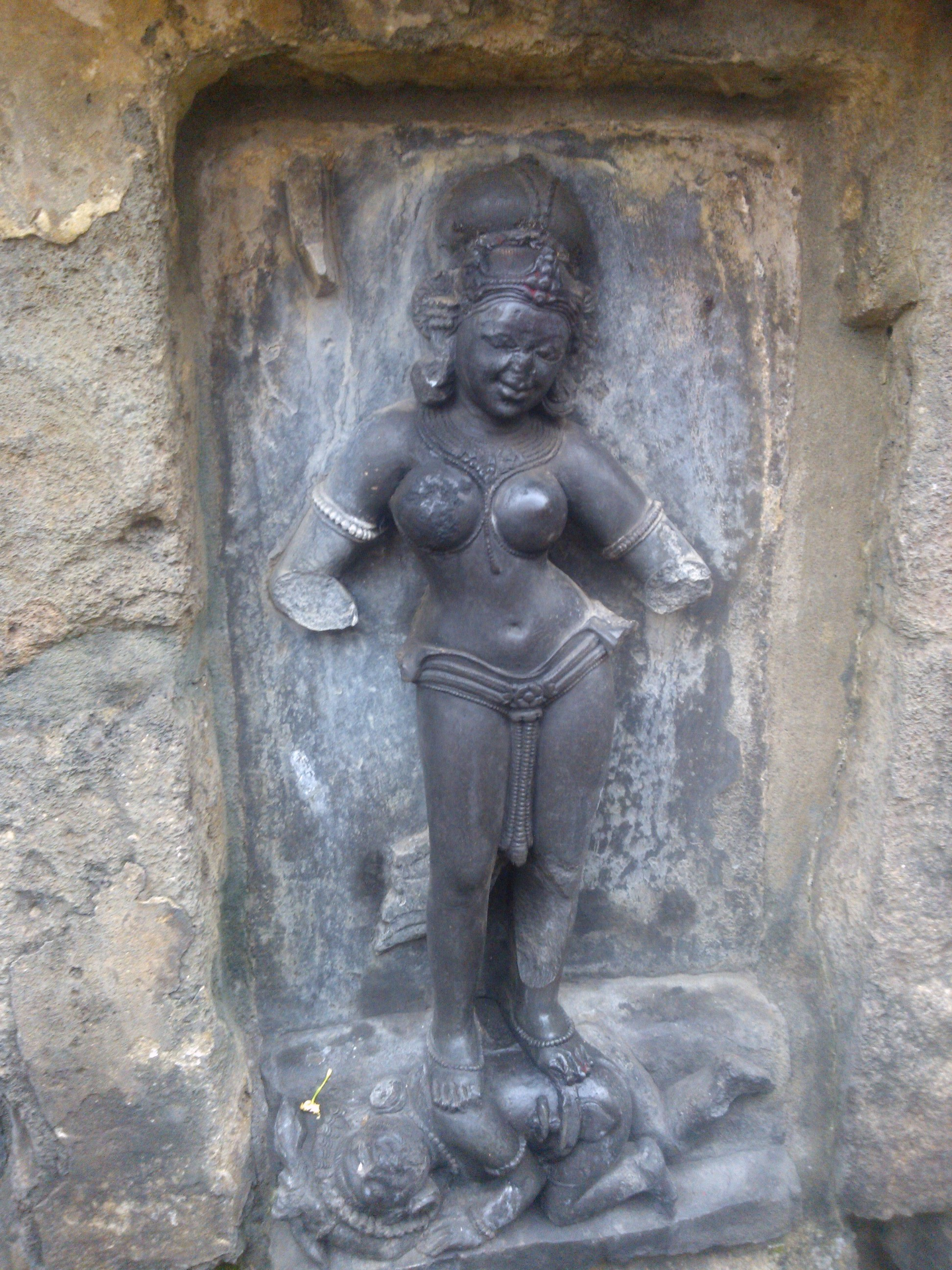
Yogini vom Chausath-Yogini-Tempel in Hirapur (bei Bhubaneswar)

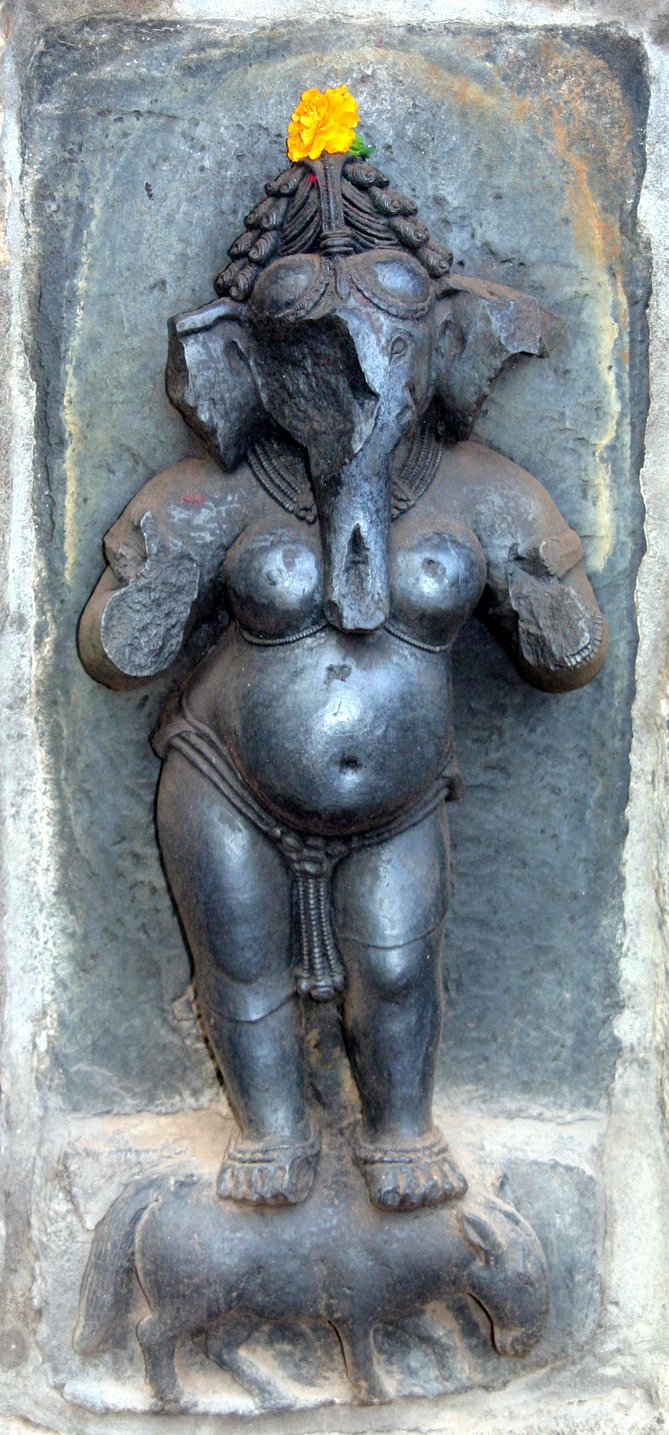
Vinayaki oder Ganeshi, Hirapur

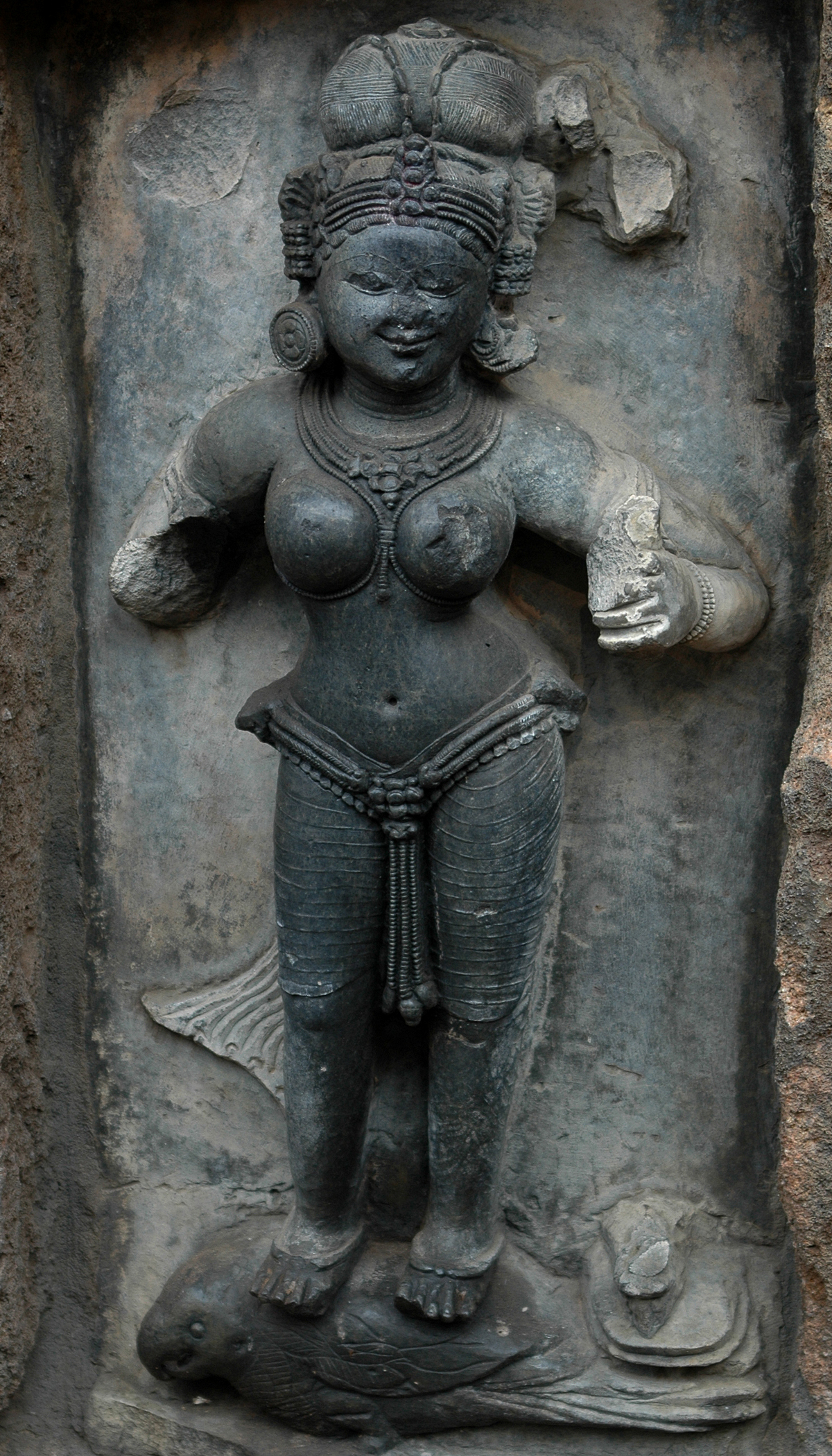
Yogini auf Papagei, Hirapur

Yoginis (Sanskrit योगिनी yoginī) sind im mittelalterlichen Hinduismus, später dann auch im nepalesisch-tibetanischen tantrischen Buddhismus weibliche Yogis oder auch Rishis, die über quasi-göttliche oder halbgottartige Kräfte verfügen. Auch ihre menschlichen Anhängerinnen werden manchmal als Yoginis bezeichnet. Der männliche Praktikant ist der Yogi (Sanskrit योगिन् yogin m., Nom. Sg. योगी yogī). Im modernen Sprachgebrauch steht der Begriff Yogini generell für weibliche Yoga-Übende, in der Regel solche, die bereits eine gewisse Meisterschaft erlangt haben.

## Ursprung und Bedeutung
Über den Ursprung der indischen Yoginis herrscht weitgehend Unklarheit – sie scheinen eng mit ländlichen dämonischen und tantristischen Denkvorstellungen und Fruchtbarkeitskulten und somit auch mit der Gruppe der „Sieben“, „Acht“ oder gar „Neun Mütter“ (matrikas) in Zusammenhang zu stehen, die in einigen Fällen – jedoch nicht durchgängig – namentlich in die zahlenmäßig größere Gruppe der Yoginis (42, 64 oder 81) integriert wurden. Daher wird manchmal vermutet, dass sich die ‚Mütter‘ entsprechend (8 × 8 = 64 / 9 × 9 = 81) vervielfältigt haben. In altindischen Texten (Kathasaritsagara, Harivamsa) werden sie als Begleiterinnen oder Anhängerinnen Kalis oder Durgas erwähnt. Von den meisten Hindus werden Yoginis als unheilbringend und furchterregend angesehen und mit Krankheit und Tod in Verbindung gebracht, doch können ihre magischen Kräfte auch in positiver Weise (Fruchtbarkeit, Wachstum) wirksam werden.

## Darstellung
Außerhalb ihrer Tempel sind Yoginis ikonographisch nur schwer zu identifizieren – in seltenen Fällen tragen sie Namen, die sie als Yogini ausweisen; oft aber wird eine weibliche Figur, die nicht durch Attribute, Reittier etc. eindeutig als Göttin erkennbar ist, hilfsweise als ‚Yogini‘ bezeichnet. Yoginis werden meist zweiarmig dargestellt – ein Hinweis auf ihre halbgottartige Stellung; vierarmige Yoginis sind seltener. Meist stehen sie auf dem Rücken eines Reit- oder Begleittiers (vahana), manchmal auch auf einer menschlichen Figur, die zumeist böse und unheilvolle Kräfte verkörpert; seltener finden sich sitzende Yoginis in Meditationshaltung. Meist sind sie jung, schön und durchaus verführerisch, aber es gibt auch Kuriositäten: Ganz selten tritt eine Yogini auf, die mit ihrem alten ausgemergelten Körper der Göttin Chamunda nachgebildet zu sein scheint, und auch eine Yogini mit Namen Vinayaki (Vinayak = anderer Name für Ganesh) ist manchmal zu sehen; am merkwürdigsten ist eine hermaphroditische Yogini mit Namen Ekapada (die „Einbeinige“), die einen erigierten Penis zur Schau trägt.

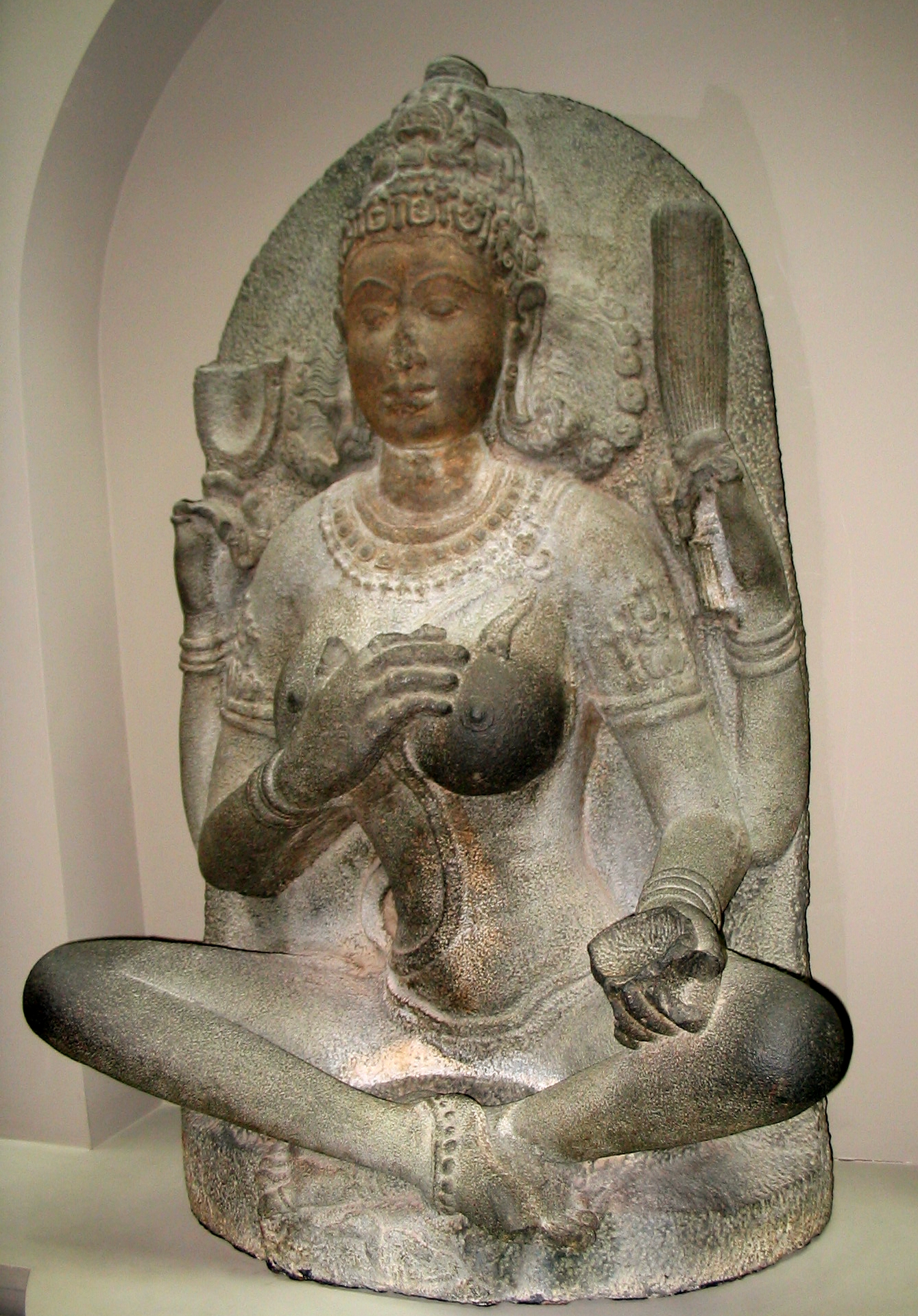
Yogini aus Tamil Nadu, Smithsonian Institute, Washington (10. Jh.)
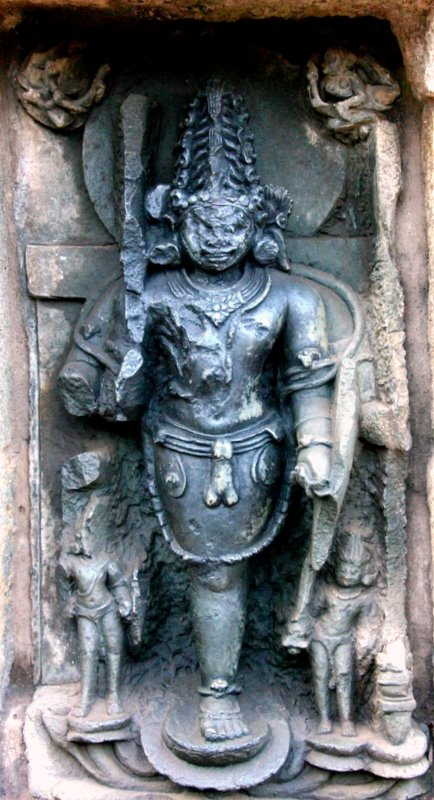
Yogini Ekapada, Hirapur (10. Jh.)
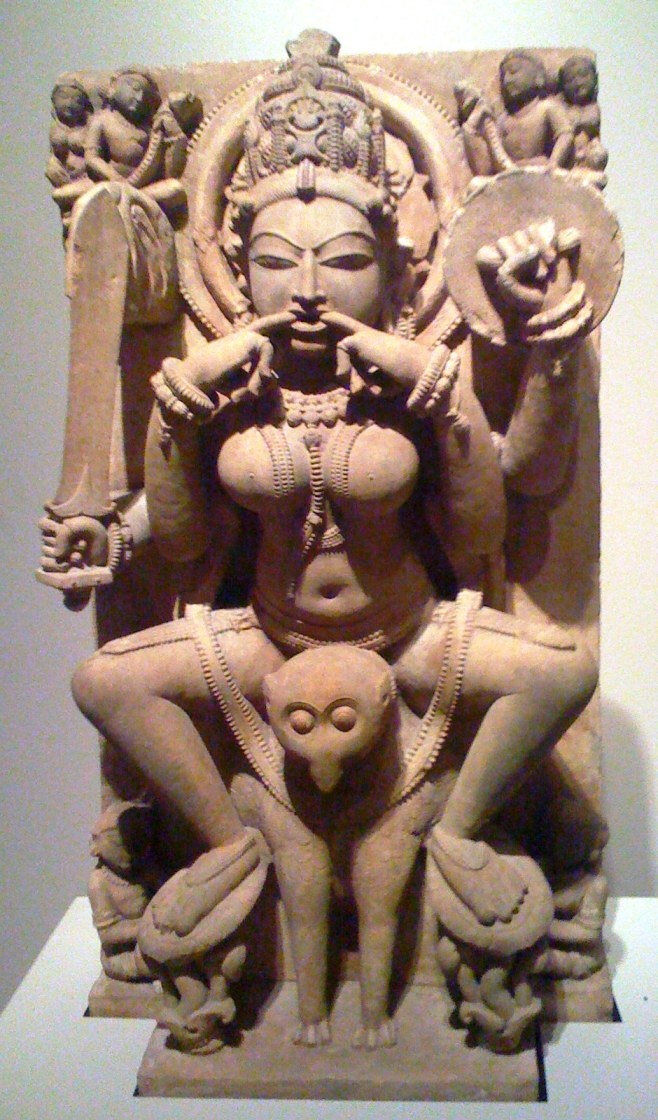
Yogini mit Eule, San Antonio Museum of Art (10./11. Jh.)
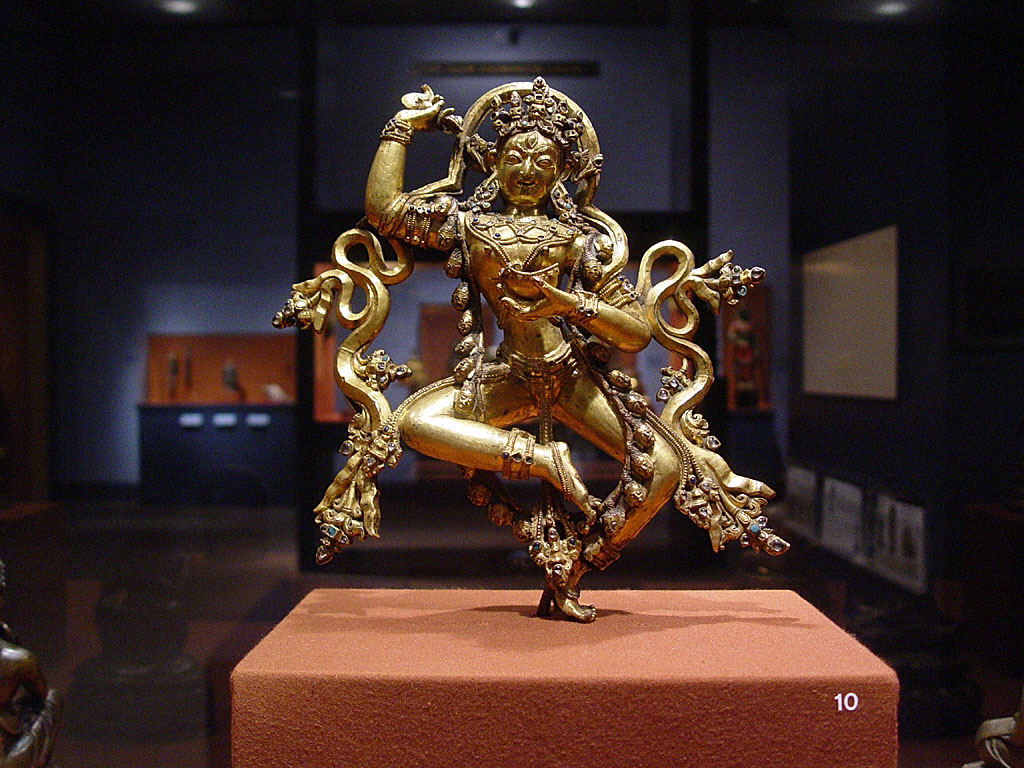
Tanzende Vajra-Yogini, vergoldete Bronze, Tibet, LACMA, (15./16. Jh.)
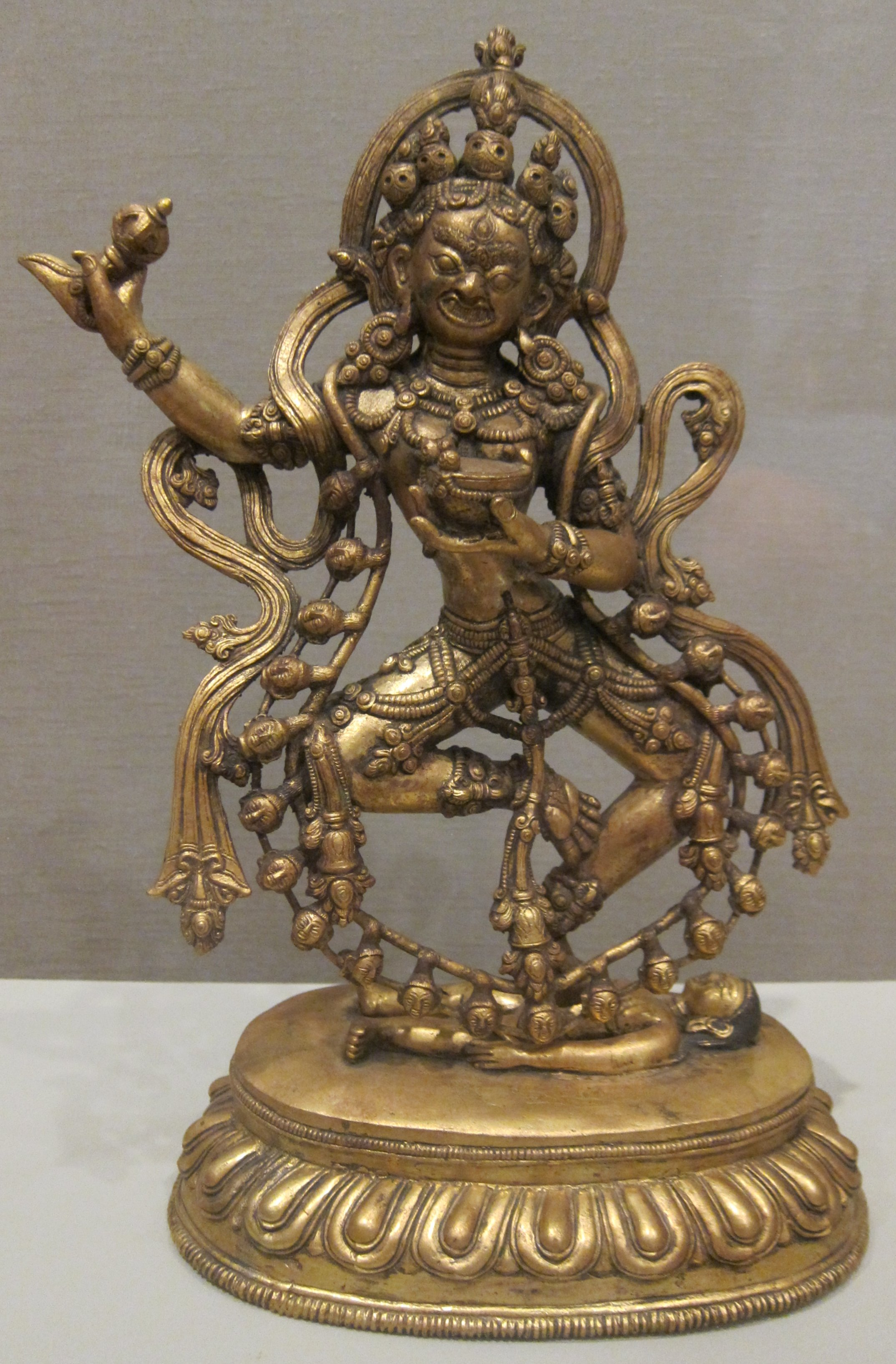
Tanzende Vajra-Yogini aus vergoldeter Bronze, Nepal, Honolulu Museum of Art (18. Jh.)
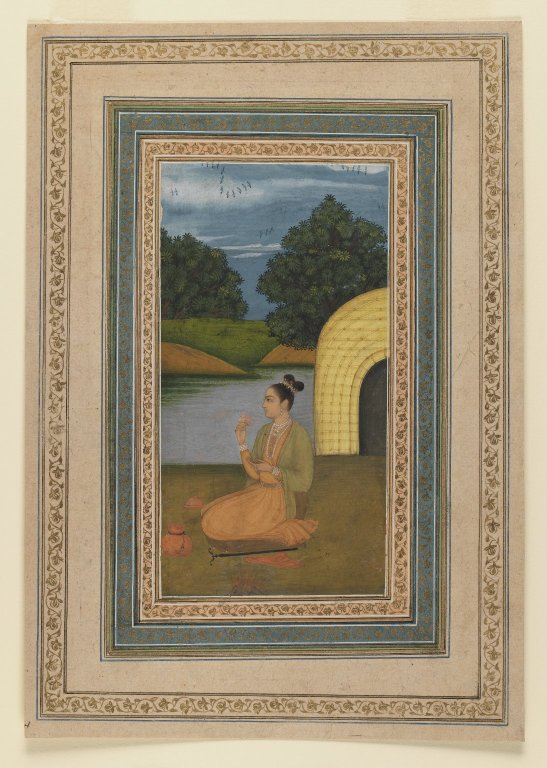
Yogini vor ihrer Hütte in idyllischer Landschaft, Brooklyn Museum (18. Jh.)
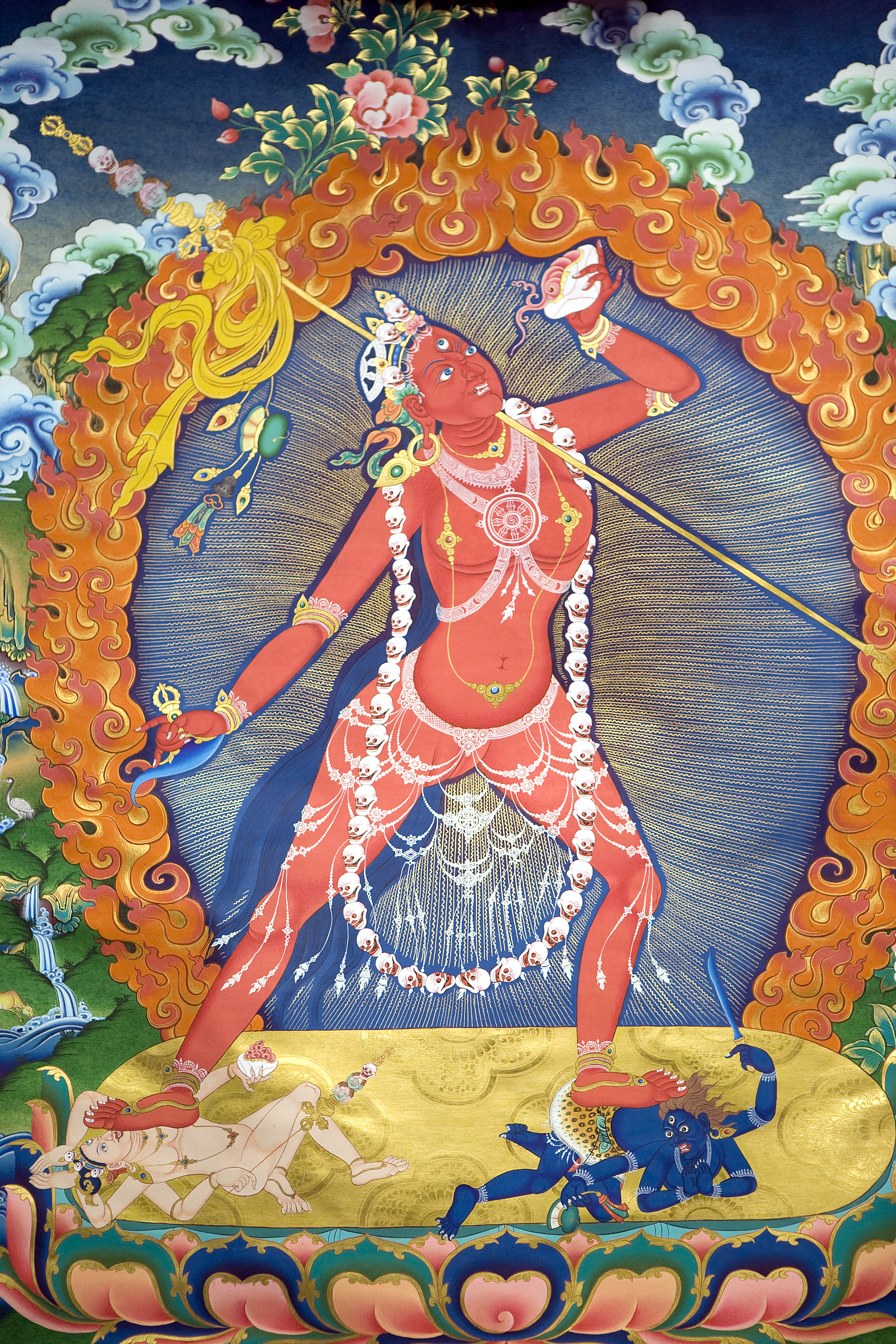
Vajra-Yogini von einem Thangka-Gemälde, Nepal/Tibet (20. Jh.)

## Kult
Unter den Yoginis ist keine gegenüber den anderen durch ihre Größe oder ihre Attribute besonders hervorgehoben – diese Tatsache scheint ländlichen Glaubensvorstellungen und -praktiken adäquater zu sein als die Herausbildung von – mit individuellen Charakter-Eigenschaften ausgestatteten – Hochgottheiten. Keine Yogini scheint über herausragende Kräfte zu verfügen; nur in ihrer Gesamtheit sind sie stark. Heute sind es ganz überwiegend Frauen, die im Rahmen von puja-Zeremonien die Yogini-Tempel aufsuchen; dabei werden in einem Rundgang meist alle Yoginis mit ein paar Tropfen Milch oder Wasser bespritzt oder mit Blüten geschmückt. Inwieweit sich dies auf die Kultpraktiken früherer Jahrhunderte übertragen lässt, ist jedoch weitgehend unklar.